# Petite-Forêt
Petite-Forêt est une commune française, située dans le département du Nord (59), en région Hauts-de-France. La ville est située dans la Communauté d'agglomération Valenciennes Métropole et dans la Vingt et unième circonscription du Nord. Elle fait partie du Canton d'Aulnoy-lez-Valenciennes. Petite-Forêt et ses alentours ont appartenu au comté du Hainaut, au royaume de France, aux Pays-Bas espagnols et aux Pays-Bas méridionaux (en latin Belgica Regia).

## Géographie

### Communes limitrophes
|                  | Raismes       |              |
|                  | Petite-Forêt  | Anzin        |
| Aubry-du-Hainaut | La Sentinelle | Valenciennes |

### Hydrographie

#### Réseau hydrographique
La commune est située dans le bassin Artois-Picardie. Elle est drainée par la Ferme Saint-Martin,.

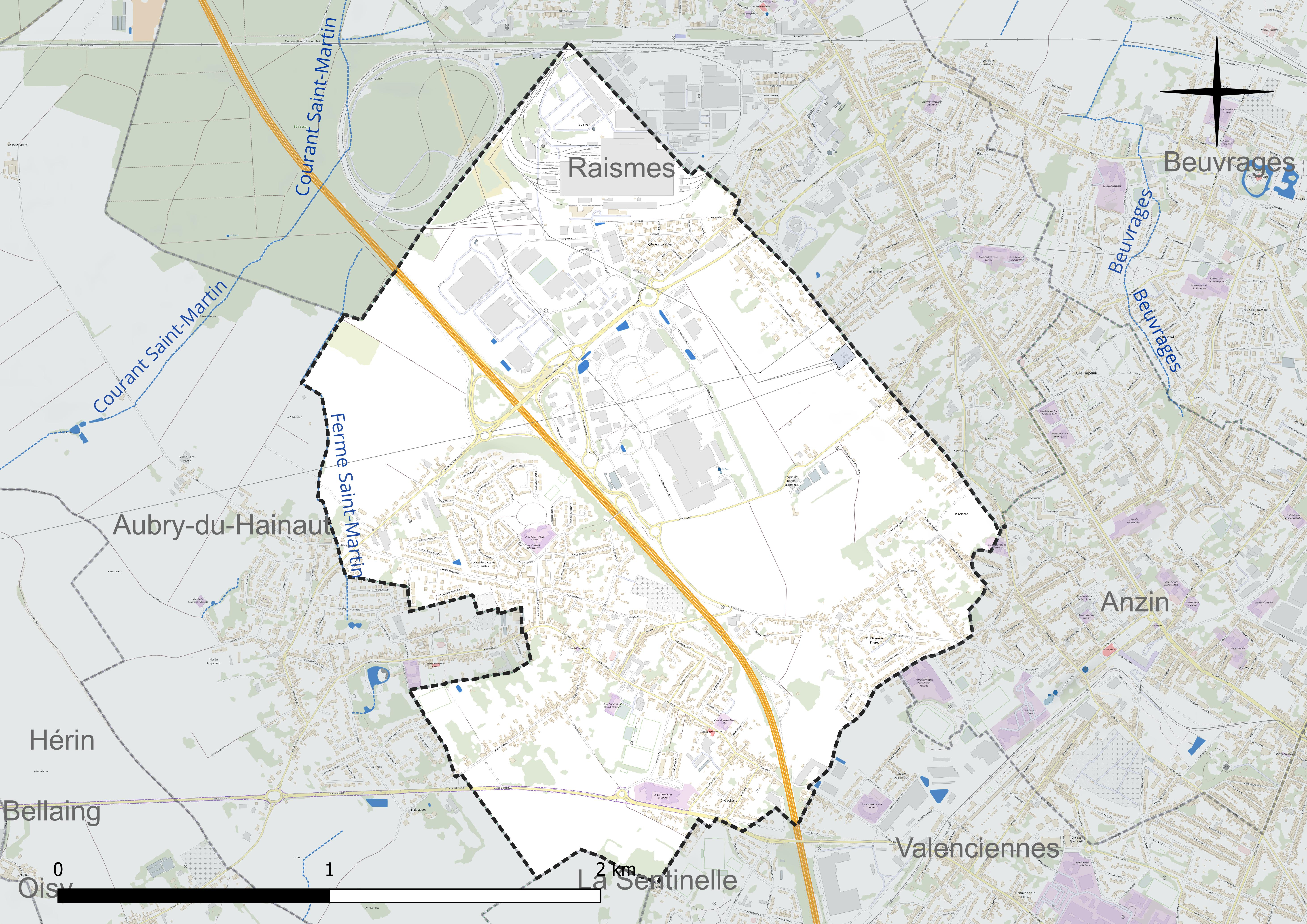
Réseau hydrographique de Petite-Forêt.

#### Gestion et qualité des eaux
Le territoire communal est couvert par le schéma d'aménagement et de gestion des eaux (SAGE) « Escaut ». Ce document de planification concerne un territoire de 2 005 km2 de superficie, délimité par le bassin versant de l'Escaut. Le périmètre a été arrêté le 9 juin 2006 et le SAGE proprement dit a été approuvé le 13 juillet 2021. La structure porteuse de l'élaboration et de la mise en œuvre est le syndicat mixte Escaut et Affluents (SyMEA). 
La qualité des cours d'eau peut être consultée sur un site dédié géré par les agences de l'eau et l'Agence française pour la biodiversité. 

### Climat
Pour des articles plus généraux, voir Climat des Hauts-de-France et Climat du Nord.
En 2010, le climat de la commune est de type climat océanique dégradé des plaines du Centre et du Nord, selon une étude du CNRS s'appuyant sur une série de données couvrant la période 1971-2000. En 2020, Météo-France publie une typologie des climats de la France métropolitaine dans laquelle la commune est exposée à un climat océanique altéré et est dans la région climatique  Nord-est du bassin Parisien, caractérisée par un ensoleillement médiocre, une pluviométrie moyenne régulièrement répartie au cours de l'année et un hiver froid (3 °C). 
Pour la période 1971-2000, la température annuelle moyenne est de 10,3 °C, avec une amplitude thermique annuelle de 14,7 °C. Le cumul annuel moyen de précipitations est de 730 mm, avec 12,1 jours de précipitations en janvier et 9,3 jours en juillet. Pour la période 1991-2020, la température moyenne annuelle observée sur la station météorologique la plus proche, située sur la commune de Valenciennes à 4 km à vol d'oiseau, est de 11,0 °C et le cumul annuel moyen de précipitations est de 694,1 mm,. Pour l'avenir, les paramètres climatiques de la commune estimés pour 2050 selon différents scénarios d'émission de gaz à effet de serre sont consultables sur un site dédié publié par Météo-France en novembre 2022.
| Mois                                  | jan.           | fév.           | mars           | avril         | mai           | juin         | jui.          | août          | sep.          | oct.          | nov.             | déc.           | année      |
| ------------------------------------- | -------------- | -------------- | -------------- | ------------- | ------------- | ------------ | ------------- | ------------- | ------------- | ------------- | ---------------- | -------------- | ---------- |
| Température minimale moyenne (°C)     | 1,3            | 1,4            | 3,3            | 5             | 8,4           | 11,4         | 13,5          | 13,2          | 10,7          | 8             | 4,4              | 2              | 6,9        |
| Température moyenne (°C)              | 3,9            | 4,5            | 7,4            | 10,1          | 13,6          | 16,6         | 18,7          | 18,6          | 15,5          | 11,7          | 7,3              | 4,5            | 11         |
| Température maximale moyenne (°C)     | 6,4            | 7,6            | 11,4           | 15,1          | 18,8          | 21,9         | 24            | 24            | 20,4          | 15,5          | 10,2             | 6,9            | 15,2       |
| Record de froid (°C) date du record   | −14,9 07.01.09 | −13,3 04.02.12 | −11,9 13.03.13 | −4,9 11.04.03 | −1,1 06.05.19 | 1,1 02.06.06 | 5 31.07.15    | 5,6 20.08.14  | −0,4 30.09.18 | −6,2 24.10.03 | −10,1 23.11.1998 | −11,6 18.12.10 | −14,9 2009 |
| Record de chaleur (°C) date du record | 15,3 09.01.15  | 19,2 26.02.19  | 23,9 31.03.21  | 28 20.04.18   | 31,2 29.05.17 | 35 28.06.11  | 40,9 25.07.19 | 37,2 12.08.03 | 34,8 15.09.20 | 28,6 01.10.11 | 21,8 12.11.1995  | 16,2 31.12.22  | 40,9 2019  |
| Précipitations (mm)                   | 54,3           | 47,3           | 50,8           | 41,8          | 57,9          | 63,1         | 66,4          | 67,6          | 52,1          | 60,1          | 63,9             | 68,8           | 694,1      |

## Urbanisme

### Typologie
Au 1er janvier 2024, Petite-Forêt est catégorisée grand centre urbain, selon la nouvelle grille communale de densité à sept niveaux définie par l'Insee en 2022.
Elle appartient à l'unité urbaine de Valenciennes (partie française), une agglomération internationale regroupant 56  communes, dont elle est une commune de la banlieue,,. Par ailleurs la commune fait partie de l'aire d'attraction de Valenciennes (partie française), dont elle est une commune du pôle principal,. Cette aire, qui regroupe 102 communes, est catégorisée dans les aires de 200 000 à moins de 700 000 habitants,.

### Occupation des sols
L'occupation des sols de la commune, telle qu'elle ressort de la base de données européenne d'occupation biophysique des sols Corine Land Cover (CLC), est marquée par l'importance des territoires artificialisés (67,9 % en 2018), en augmentation par rapport à 1990 (58,6 %). La répartition détaillée en 2018 est la suivante : 
zones urbanisées (44,8 %), terres arables (26,6 %), zones industrielles ou commerciales et réseaux de communication (23,1 %), prairies (2,9 %), forêts (2,5 %). L'évolution de l'occupation des sols de la commune et de ses infrastructures peut être observée sur les différentes représentations cartographiques du territoire : la carte de Cassini (XVIIIe siècle), la carte d'état-major (1820-1866) et les cartes ou photos aériennes de l'IGN pour la période actuelle (1950 à aujourd'hui).

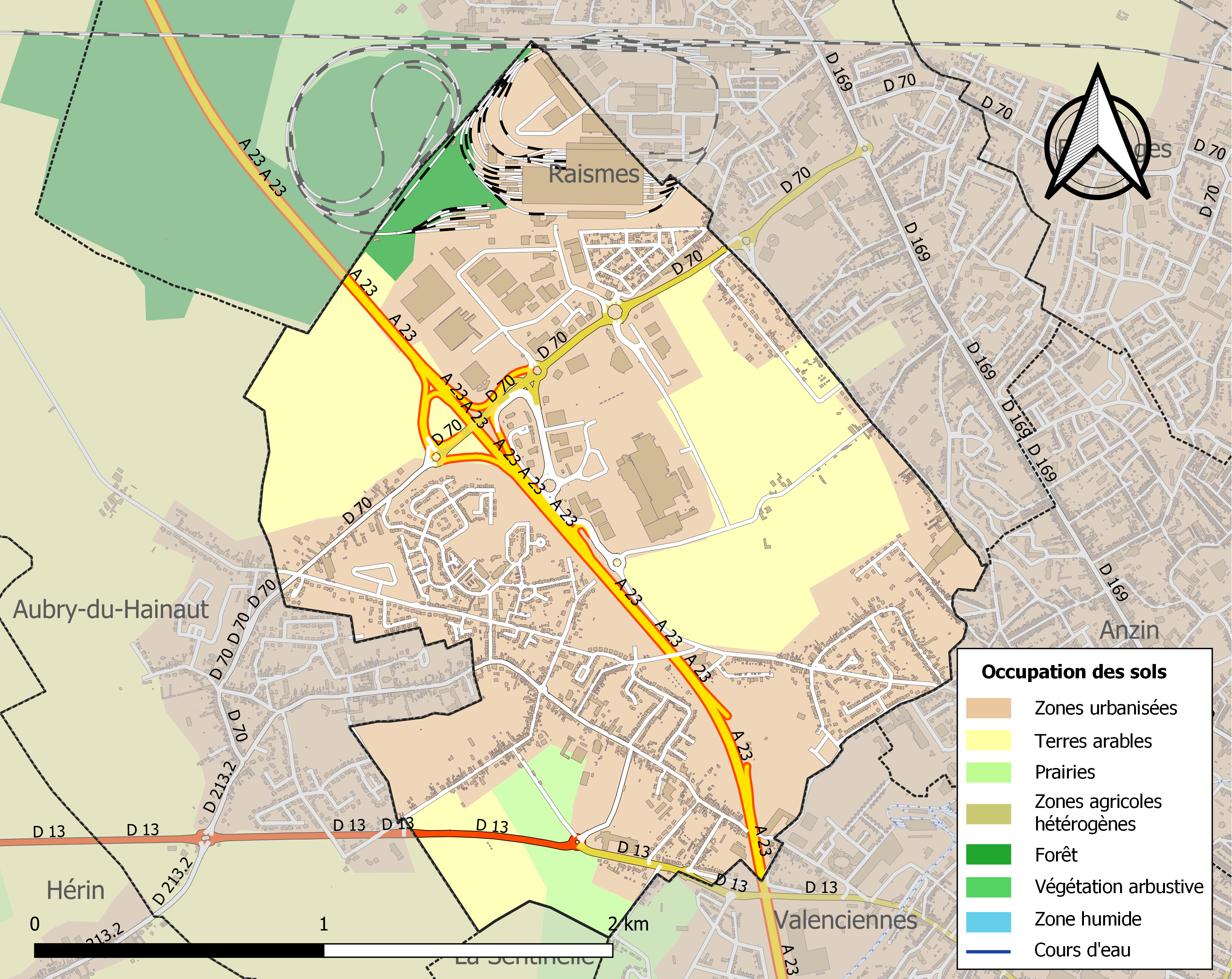
Carte des infrastructures et de l'occupation des sols de la commune en 2018 (CLC).

### Voies de communications et transports
La commune est desservie par les lignes 1, 2, S2 et 102 du réseau Transvilles.

## Toponymie
Autrefois appelé Petite-Forêt-de-Raismes

## Histoire
- Autrefois simple hameau, le village est érigé en commune en 1801.
- Il s'est formé sous les murs d'un couvent de Carmes, dit de Bonne-Espérance, fondé par le Duc d'Arschot et dont la chapelle fut consacrée en 1629

### Liste des maires

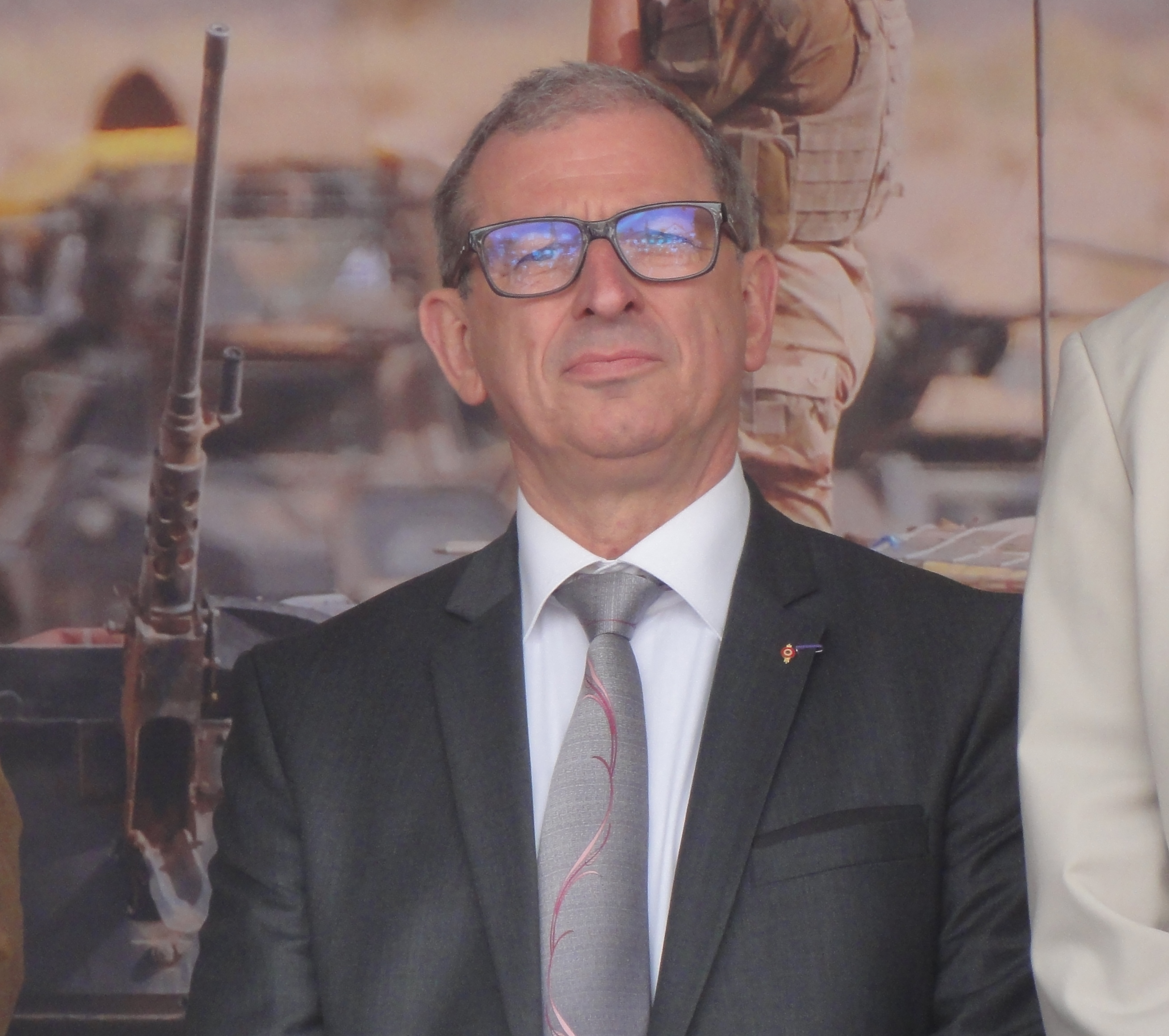
Marc Bury lors du départ de la 3e étape d'À travers les Hauts-de-France 2019.

## Politique et administration

### Instances judiciaires et administratives
La commune relève du tribunal d'instance de Valenciennes, du tribunal de grande instance de Valenciennes, de la cour d'appel de Douai, du tribunal pour enfants de Valenciennes, du conseil de prud'hommes de Valenciennes, du tribunal de commerce de Valenciennes, du tribunal administratif de Lille et de la cour administrative d'appel de Douai.

## Population et société

### Démographie

#### Évolution démographique
L'évolution du nombre d'habitants est connue à travers les recensements de la population effectués dans la commune depuis 1800. Pour les communes de moins de 10 000 habitants, une enquête de recensement portant sur toute la population est réalisée tous les cinq ans, les populations de référence des années intermédiaires étant quant à elles estimées par interpolation ou extrapolation. Pour la commune, le premier recensement exhaustif entrant dans le cadre du nouveau dispositif a été réalisé en 2004.

En 2022, la commune comptait 5 058 habitants, en évolution de +3,35 % par rapport à 2016 (Nord : +0,51 %, France hors Mayotte : +2,11 %).
| 1800 | 1806 | 1821 | 1831 | 1836 | 1841 | 1846 | 1851 | 1856 |
| ---- | ---- | ---- | ---- | ---- | ---- | ---- | ---- | ---- |
| 407  | 423  | 522  | 636  | 625  | 683  | 777  | 805  | 868  |

| 1861 | 1866 | 1872  | 1876  | 1881  | 1886  | 1891  | 1896  | 1901  |
| ---- | ---- | ----- | ----- | ----- | ----- | ----- | ----- | ----- |
| 885  | 917  | 1 017 | 1 125 | 1 207 | 1 196 | 1 322 | 1 298 | 1 334 |

| 1906  | 1911  | 1921  | 1926  | 1931  | 1936  | 1946  | 1954  | 1962  |
| ----- | ----- | ----- | ----- | ----- | ----- | ----- | ----- | ----- |
| 1 339 | 1 428 | 1 322 | 1 907 | 2 290 | 2 542 | 2 582 | 2 722 | 2 948 |

| 1968  | 1975  | 1982  | 1990  | 1999  | 2004  | 2006  | 2009  | 2014  |
| ----- | ----- | ----- | ----- | ----- | ----- | ----- | ----- | ----- |
| 2 946 | 3 422 | 3 757 | 5 293 | 5 251 | 5 047 | 4 963 | 4 919 | 4 811 |

| 2019  | 2022  | - | - | - | - | - | - | - |
| ----- | ----- | - | - | - | - | - | - | - |
| 4 887 | 5 058 | - | - | - | - | - | - | - |

#### Pyramide des âges
La population de la commune est relativement jeune.
En 2018, le taux de personnes d'un âge inférieur à 30 ans s'élève à 36,1 %, soit en dessous de la moyenne départementale (39,5 %). À l'inverse, le taux de personnes d'âge supérieur à 60 ans est de 24,5 % la même année, alors qu'il est de 22,5 % au niveau départemental.
En 2018, la commune comptait 2 374 hommes pour 2 508 femmes, soit un taux de 51,37 % de femmes, légèrement inférieur au taux départemental (51,77 %).
Les pyramides des âges de la commune et du département s'établissent comme suit.
| Hommes | Classe d’âge | Femmes |
| ------ | ------------ | ------ |
| 0,1    | 90 ou +      | 0,4    |
| 4,6    | 75-89 ans    | 6,8    |
| 17,6   | 60-74 ans    | 19,2   |
| 19,9   | 45-59 ans    | 21,4   |
| 18,9   | 30-44 ans    | 18,5   |
| 17,6   | 15-29 ans    | 17,0   |
| 21,2   | 0-14 ans     | 16,6   |

| Hommes | Classe d’âge | Femmes |
| ------ | ------------ | ------ |
| 0,5    | 90 ou +      | 1,4    |
| 5,3    | 75-89 ans    | 8,1    |
| 14,8   | 60-74 ans    | 16,2   |
| 19,1   | 45-59 ans    | 18,4   |
| 19,5   | 30-44 ans    | 18,7   |
| 20,7   | 15-29 ans    | 19,1   |
| 20,2   | 0-14 ans     | 18     |

## Lieux et monuments
- L église de Petite-Forêt, créée en 1578
- Quelques avaleresses, puits minières non exploités.

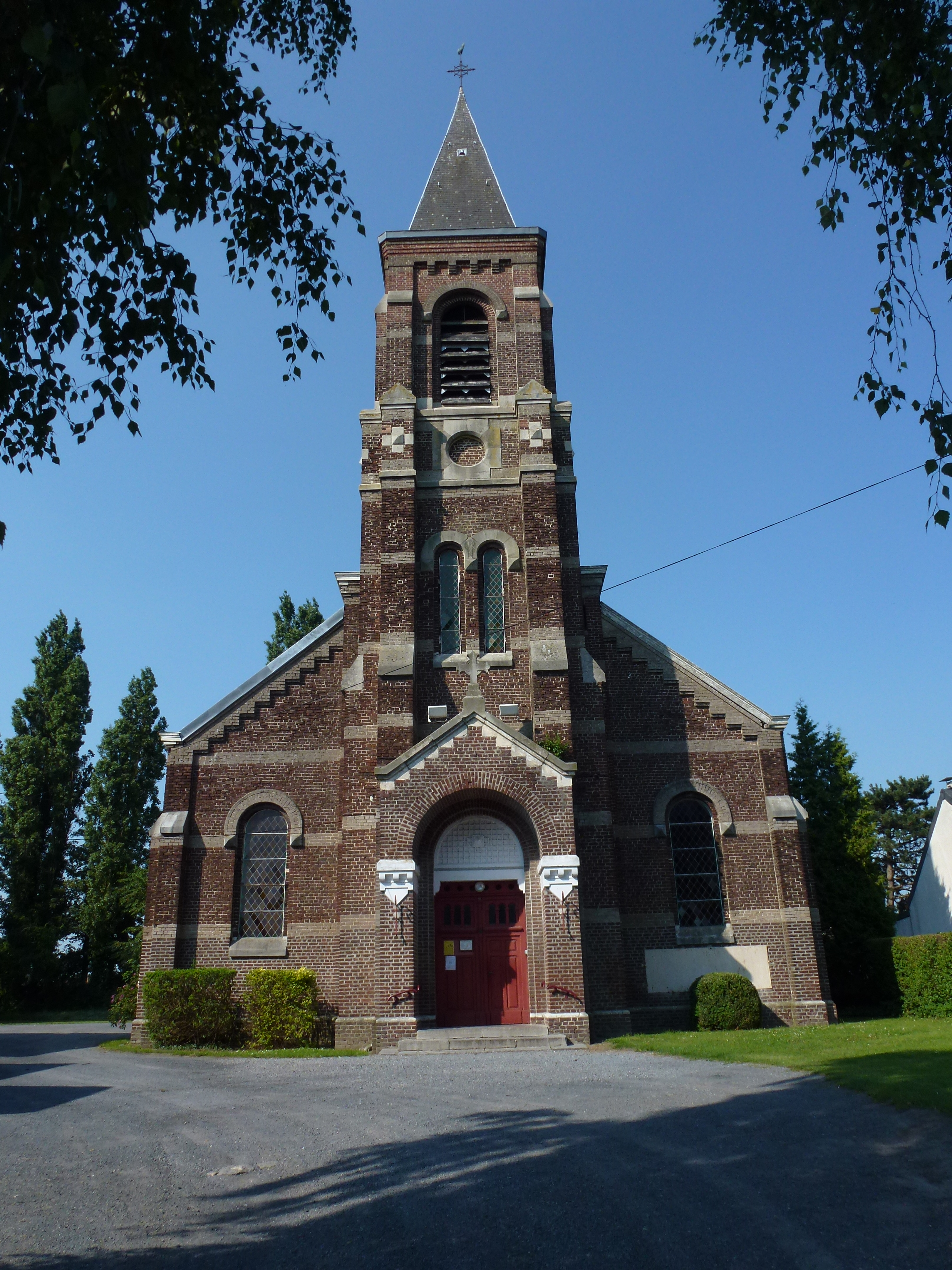
L'église
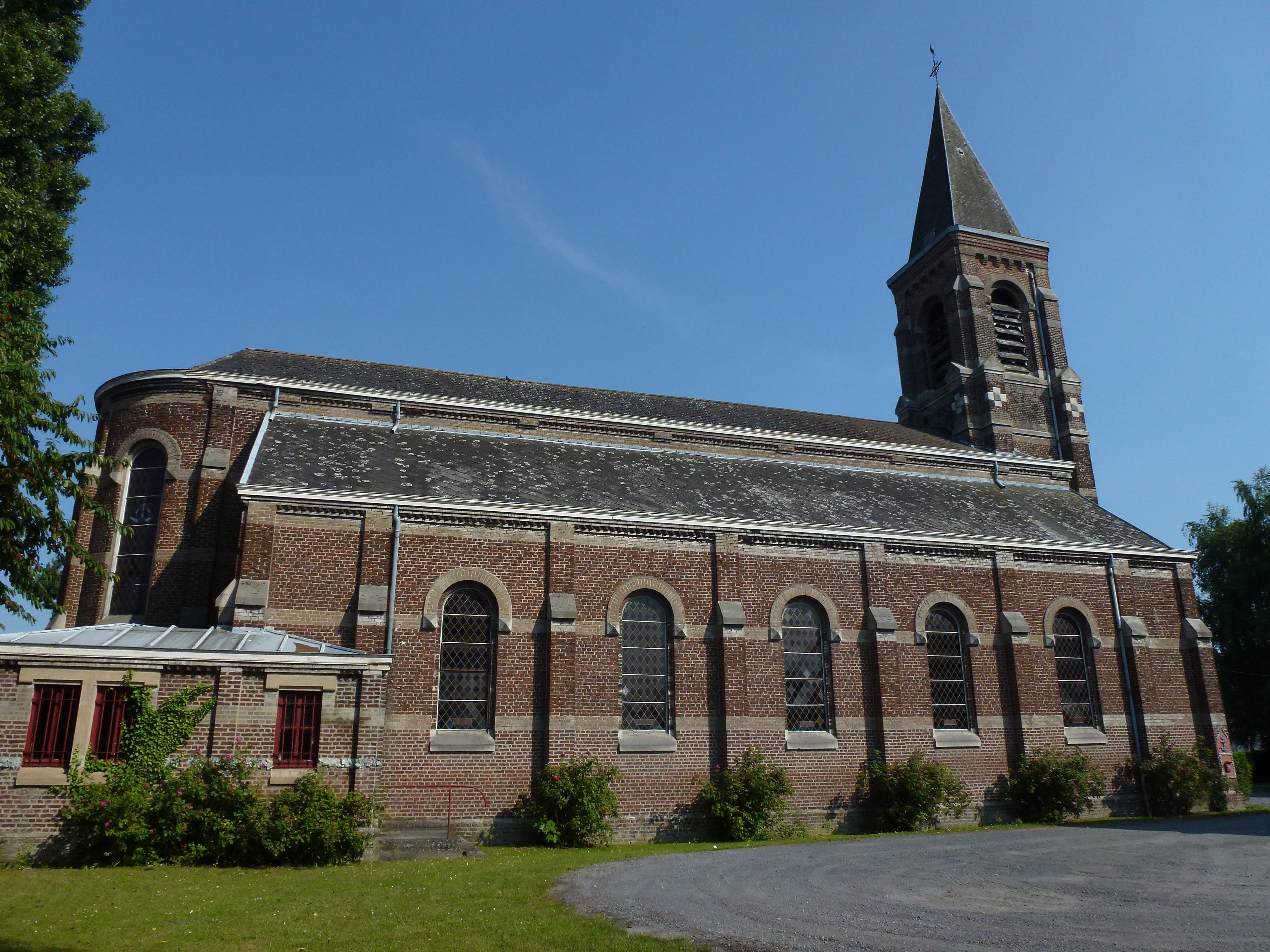
L'église
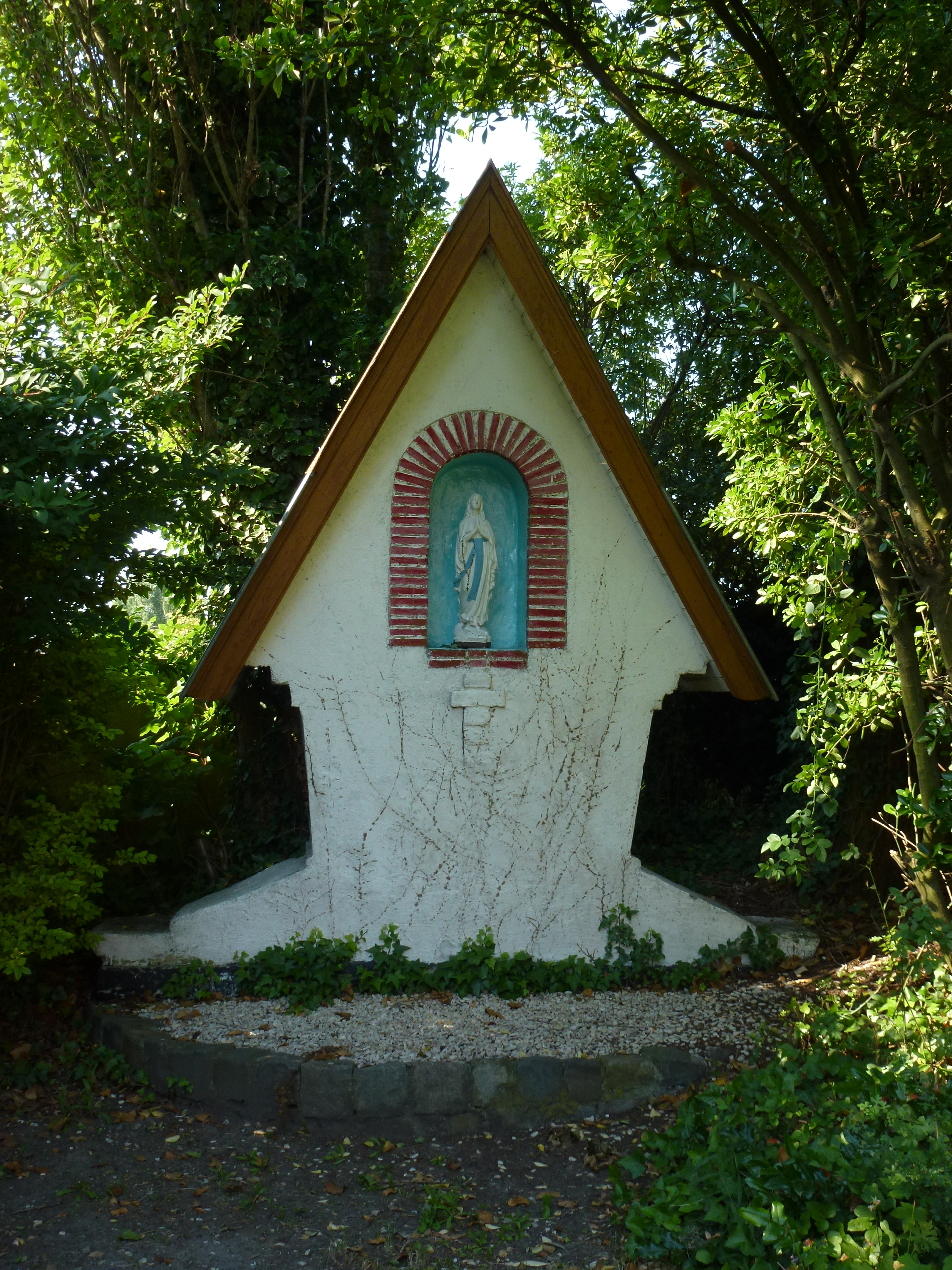
Oratoire près de l'église
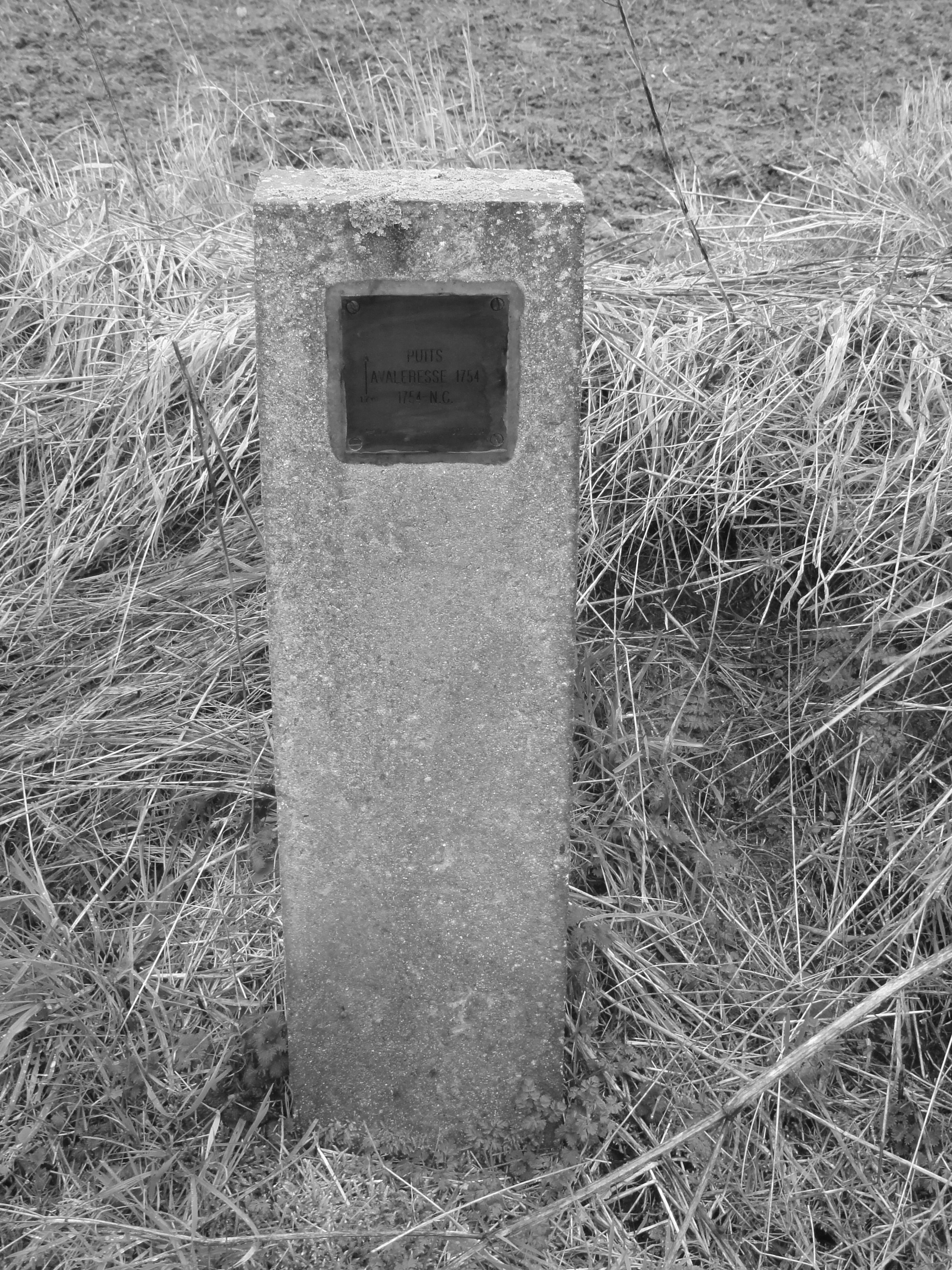
Avaleresse de 1754
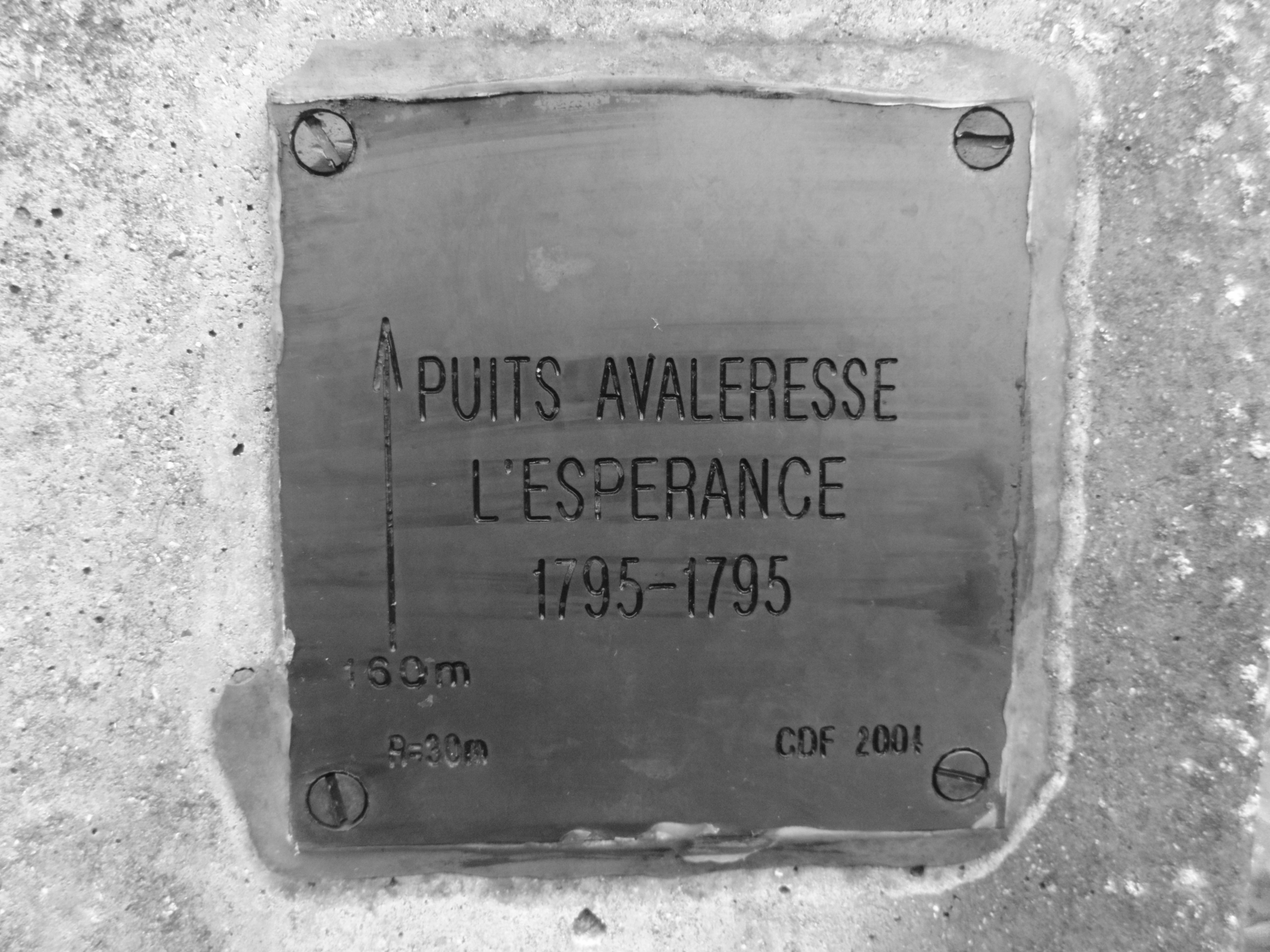
Avaleresse de l'Espérance
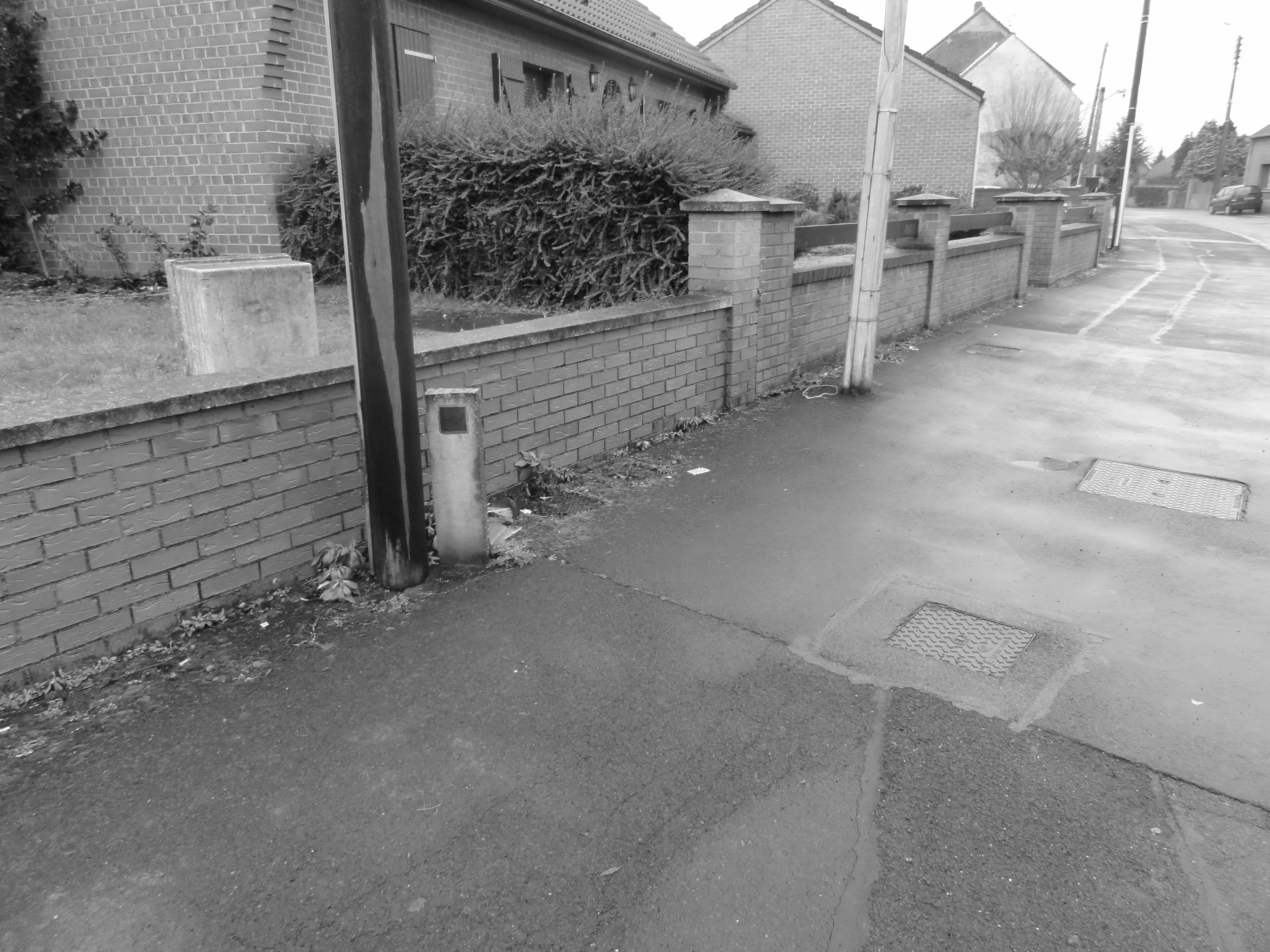
Avaleresse du Sars

## Personnalités liées à la commune
- Daniel Horain, président de l'entente cycliste Raismes Petite-Forêt (ECRPF) de 1988 à 2016.

## Pour approfondir